# Asediul Silistrei
Bătălia de la Durostorum (Silistra) a reprezentat o confruntare militară din anul 971, desfășurată între Imperiul Bizantin și forțele Rusiei kievene. Conduși de Ioan I Tzimiskes, bizantinii au fost învingători.

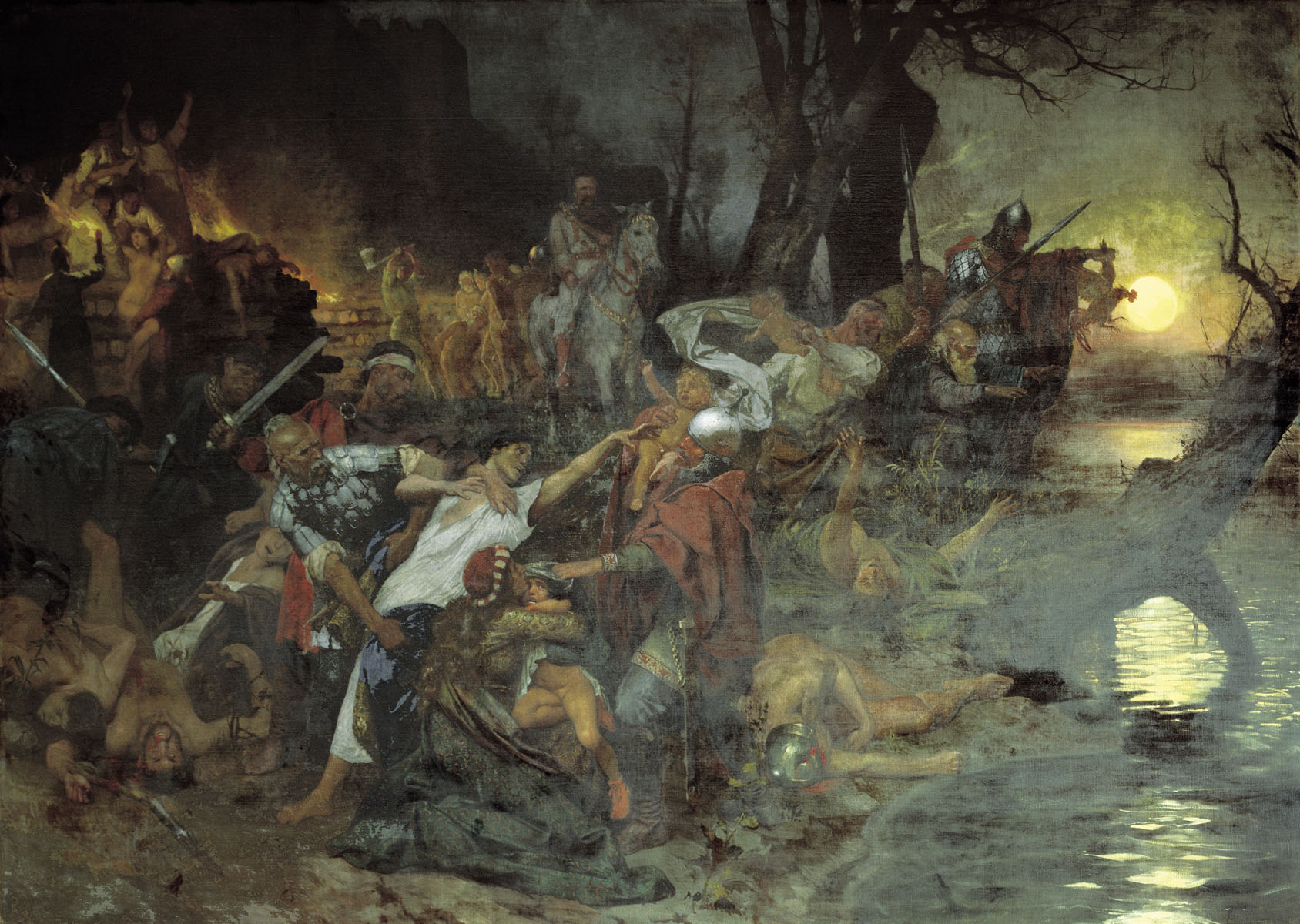
Henryk Siemiradzki. Luptătorii lui Sviatosla I de Kiev sacrificând prizonieri în cinstea zeităților păgâne în timpul asediului asupra Silistrei.

## Contextul
În urma războiului dintre Rusia Kieveană și Primul Țarat Bulgar, cneazul Sviatoslav I de Kiev a reușit să supună partea răsăriteană a Bulgariei și și-a stabilit reședința la Pereyaslavets, pe Dunăre. Din momentul în care Ioan I Tzimiskes a ocupat tronul de la Constantinopol, bizantinii au lansat o contraofensivă de proporții. După ce ei au înfrânt forțele unite bulgaro-ruse (sprijinite și de unități pecenege și maghiare) în bătălia de la Arcadiopolis și au recapturat Pereyaslavets, Sviatoslav a fost nevoit să se refugieze în nord, în fortăreața de la Silistra (Dârstor, Durostorum).

## Asediul
Împăratul Ioan a pus asediul asupra Silistrei, care a durat vreme de 65 de zile. Armata sa a primit întăriri printr-o flotă de 300 de vase echipate cu focul grecesc. Au avut loc câteva confruntări în fața zidurilor cetății, ocazie cu care bizantinii și-au dat seama că rușilor le lipsea îndemânarea în ceea ce privește războiul de cavalerie. Pe de altă parte, bizantinii au înregistrat pierderea unei rude a împăratului, Ioan Curcuas (al cărui cap a fost expus de către ruși pe unul dintre turnurile Silistrei); la rândul său, tabăra adversă l-a pierdut pe locotenentul lui Sviatoslav, un anume Ikmor. 
Rușii și aliații lor bulgari au suferit până la extrem din cauza foametei. Pentru a-i îndupleca pe zeii lor păgâni, ei au înecat mai mulți pui în Dunăre, însă sacrificiile nu au reușit să le îmbunătățească situația. Pe măsura ce lipsurile lor creșteau, 2.000 de luptători ruși (inclusiv câteva femei) au întreprins o escapadă într-o noapte, au respins o forță bizantină și au pornit până la Dunăre în căutare de provizii; mai târziu, au revenit alături de asediați.
Rușii au devenit conștienți că nu pot rupe blocada și au căzut de acord să încheie un tratat de pace cu Imperiul Bizantin, prin care renunțau la pretențiile lor asupra teritoriilor bulgare și asupra Chersonesos în Crimeea.
Sviatoslav a constatat cu amărăciune că toți aliații săi maghiari și pecenegi l-au trădat în acest moment decisiv. Lui i s-a permis să își evacueze armata, în vreme ce bizantinii au pătruns în Silistra, redenumind-o Theodoropolis, după numele împărătesei.

## Surse

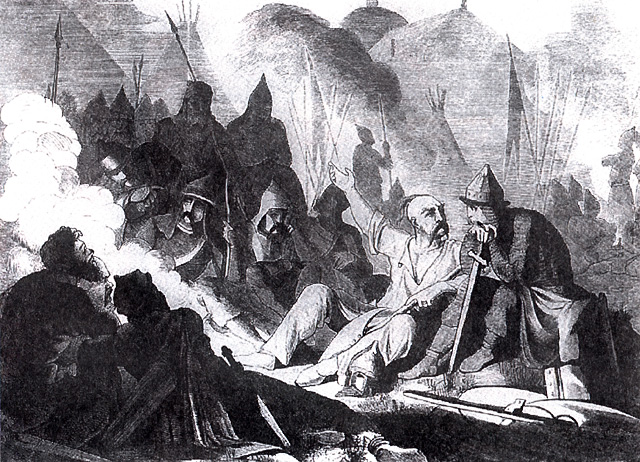
Boris Chorikov, Consiliu de război convocat de cneazul Sviatoslav